# تل کوچک کفر
تل کوچک کفر مربوط به قورن میانه دوران‌های تاریخی پس از اسلام است و در شهرستان ارسنجان، بخش مرکزی، دهستان شوراب، ۶۵۰ متری جنوب روستای کفر واقع شده و این اثر در تاریخ ۲۸ شهریور ۱۳۸۶ با شمارهٔ ثبت ۱۹۷۳۴ به‌عنوان یکی از آثار ملی ایران به ثبت رسیده است.